# Francisco de Orozco y Ribera
Francisco de Orozco y Ribera (Alessandria, c. 1605 - Milán, 26 de diciembre de 1668), II marqués de Mortara y I de Olías y de Zarreal, fue un militar de origen italiano a las órdenes de la monarquía hispánica.

## Biografía
Hijo de Rodrigo de Orozco, señor de Leveche y de Cerniago, que fue a Italia con el ejército del conde de Fuentes a comienzos del siglo XVII, y que recibió de Felipe III el título de marqués de Mortara. Su madre fue Victoria de Porcia, hija del conde de Porcia. Se casó con Isabel Manrique de Lara, y tuvieron como hijo a Juan Antonio de Orozco y Manrique de Lara, que le sucedió.
Francisco se educó en la escuela militar de su padre. En 1621 se le concedió el hábito de la orden de Santiago, de la que llegó a ser trece. A la muerte de su padre, sirvió en el mismo estado de Milán al mando del marqués de Leganés. Posteriormente marchó a Cataluña, donde en 1640 era capitán general del ejército en Perpiñán. Fue nombrado gobernador del Rosellón en 1640, y quedó aislado al estallar la guerra de los Segadores. Refugiado en Colliure, tuvo que rendirse en 1642. Derrotó al general Philippe de La Mothe en el paso del Segre en 1643 y en Lérida en 1644, pero fue vencido por el conde de Harcout en San Lorenzo de Montgai en 1645 y hecho prisionero. Rescatado, prosiguió la lucha y en 1650 se apoderó de Balaguer, de Tortosa, de Flix y de Miravet. En 1651 participó en el asedio a Barcelona, a las órdenes de Juan José de Austria, y en 1652 logró la capitulación de la ciudad. Por su intervención en la fase final de la guerra fue recompensado con los marquesados de Olías y de Zarreal. Fue virrey de Cataluña en los periodos entre 1650 y 1652, y entre 1656 y 1663. Durante este segundo mandato derrotó a los franceses en Camprodón (1658) y en el Ter. Consejero de estado, en 1668 fue enviado a Milán como gobernador, aunque falleció a los pocos meses. Dejó algunas obras en las que relata sus acciones de guerra, como “Conquista de Cataluña”.